# Турнау
Турнау (нем. Thurnau) — община в Германии, в земле Бавария. 
Подчиняется административному округу Верхняя Франкония. Входит в состав района Кульмбах.  Население составляет 4382 человека (на 31 декабря 2010 года). Занимает площадь 64,20 км².

## Административное деление
Посёлок входит в состав района Кульмбах. 
Идентификационный код субъекта самоуправления  —  09 4 77 157.
Площадь занимаемая административным образованием Турнау, составляет 64,20 км². 
В настоящее время община подразделяется на 16 сельских округов.
| - Алладорф (нем. Alladorf) - Берндорф (нем. Berndorf) - Кемериц (нем. Kemeritz) - Ланценройт (нем. Lanzenreuth) - Лезау (нем. Leesau) - Лиммерсдорф (нем. Limmersdorf) - Лохау (нем. Lochau) - Менхау (нем. Menchau) | - Рартенфельд (нем. Partenfeld) - Роттлерсройт (нем. Rottlersreuth) - Таннфельд (нем. Tannfeld) - Трумсдорф (нем. Trumsdorf) - Турнау (нем. Thurnau) - Фелькендорф (нем. Felkendorf) - Хёрлинройт (нем. Hörlinreuth) - Хучдорф (нем. Hutschdorf) |

## Население
По оценке на 31 декабря 2015 года население общины Турнау составляет 4183 чел. 

| Дата      | 1840 | 1871 | 1900 | 1925 | 1939 | 1950 | 1961 | 1970 | 1987 | 2011 |
| --------- | ---- | ---- | ---- | ---- | ---- | ---- | ---- | ---- | ---- | ---- |
| Население | 3816 | 3966 | 3806 | 3588 | 3591 | 5084 | 4181 | 4128 | 4003 | 4331 |

| Год       | 1960 | 1970 | 1980 | 1990 | 2000 | 2009 | 2010 | 2011 | 2012 | 2013 | 2014 | 2015 |
| --------- | ---- | ---- | ---- | ---- | ---- | ---- | ---- | ---- | ---- | ---- | ---- | ---- |
| Население | 4241 | 4154 | 3951 | 4117 | 4538 | 4426 | 4382 | 4285 | 4249 | 4235 | 4201 | 4183 |

## Политика

### Города побратимы
- Позитано (Италия) с 1 апреля 2000

## Уроженцы
- Гольдфус, Георг Август (1782—1848) — палеонтолог и зоолог.
- Линде, Карл фон (1842—1934) — инженер, основатель Linde AG, родился в Берндорфе.